# Abedalá Almadi Bilá
Abedalá Almadi Bilá, cujo nome completo era Abu Maomé Abedalá/Ubaide Alá ibne Alhuceine (em árabe: عبد الله بن الحسين بن أحمد بن عبد الله بن محمد بن اسماعيل بن جعفر المهدي, lit. 'Abū Muḥammad ʿAbd Allāh/ʿUbaid Allāh ibn al-Ḥusain') foi o fundador da Dinastia fatímida, o único grande califado xiita do islã, e quem estabeleceu o governo fatímida na Ifríquia (Norte da África).

## História
No começo do governo abássida em Bagdá, os álidas (descendentes de Ali, enteado do Profeta Maomé) foram perseguidos por representarem uma ameaça direta ao Califado Abássida. Por conta da complexa situação política da época, os antepassados do imame Abedalá optaram por se esconderem, o que assegurou a continuidade da dawa (a pregação do Islã). Posteriormente, estes imames viajaram para os pontos mais distantes do platô iraniano e se distanciaram do epicentro político do califado. O pai de Almadi, Imame Huceine Almastor, retornou em segredo para a Síria e passou a controlar os rumos da daua em segredo. Ele enviou dois grandes Dais, Abu Alcacim e Abu Abedalá Huceine, o Xiita, para o Iêmem e para a África Ocidental, respectivamente, para formarem a base do que seria o Califado Fatímida.
O Imame Huceine Almastor morreu logo depois do nascimento de seu filho, Almadi. Um confiável sistema de informantes ajudou Almadi a se manter informado de tudo o que acontecia no Norte da África, que seria o local de onde ele iniciaria o futuro califado. Após se estabelecer como o primeiro imam da dinastia fatímida, ele reivindicou uma ascendência genealógica direta até Fátima, a filha do Profeta Maomé, através de Huceine ibne Ali, o filho dela, e de Ismail.
Ele iniciou a conquista militar estabelecendo seu quartel general em Salamia e se lançou em direção do noroeste da África, que, na época, estava sob o governo dos aglábidas, seguindo o sucesso da pregação de seu principal Dai na região, Abu Abedalá Huceine. Este, além de alegar ser o precursor do Mádi ("o enviado", "Messias"), foi instrumental para plantar as sementes da revolta entre os berberes da região, especialmente os da tribo dos cotamas.
Foi o sucesso de Abu Abedalá Huceine que deu o sinal para Saíde sair de Salamia disfarçado de mercador. Porém, ele foi capturado pelo governante aglábida Ziadate Alá III e atirado numa prisão em Sikilmasah. Abu Abedalá Huceine foi obrigado a resgatá-lo em 909 e os aglábidas terminaram expulsos da região, o último reduto sunita no Norte da África.
Abedalá Almadi Bilá, que é como Saíde se tornou conhecido, se mudou para a antiga residência dos aglábidas em Raqqadah, um subúrbio de Cairuão, na Tunísia. Dois anos depois, Abedalá mandou executar seu comandante-missionário Abu Abedalá Huceine e seu poder só aumentou. Quando ele morreu, ele já tinha estendido o governo fatímida sobre os idríssidas de Marrocos e também sobre o Egito. Em 920, Abedalá se mudou para a recém-inaugurada capital do império, Mádia, que ele fundou na costa da Tunísia a 25 quilômetros a sudeste de Cairuão, e batizada por ele. Após a sua morte em 934, Abedalá foi sucedido por seu filho, Alcaim Biamir Alá, que continuou a expandir o império.